# Giovanni VI di Meclemburgo
Giovanni VI, duca di Meclemburgo (1439 – Kulmbach, 1474), fu duca di Meclemburgo.

## Vita
Giovanni era il secondo figlio maschio di Enrico IV, duca di Meclemburgo, e sua moglie Dorotea, figlia del principe elettore Federico I di Brandeburgo.
Il suo primo atto ufficiale documentato (insieme al padre) fu nel 1451. Nel 1464 governò un appannaggio di diversi distretti insieme a suo fratello Alberto VI, ma non partecipò attivamente alla loro amministrazione.
Nel 1472, Giovanni VI fu fidanzato con Sofia, figlia del duca Eric II di Pomerania. Il matrimonio era pronto per essere celebrato nel 1474. Tuttavia, Giovanni VI morì prima del matrimonio. La data esatta della sua morte è sconosciuta; viene menzionato per l'ultima volta in un documento datato 20 maggio 1474.
La sua ultima malattia fu contratta in un viaggio in Franconia durante una visita a suo zio l'elettore Alberto Achille di Brandeburgo. A Kulmbach fu contagiato dalla peste e morì. Probabilmente fu sepolto nel monastero delle Clarisse a Hof

## Ascendenza
|                                     |                          |                                 | Genitori                            |  |  | Nonni |  |  | Bisnonni                         |  |  | Trisnonni                 |  |
|                                     |                          |                                 |                                     |  |  |       |  |  | Magnus I di Meclemburgo-Schwerin |  |  | Alberto II di Meclemburgo |  |
|                                     |                          |                                 |                                     |  |  |       |  |  | Magnus I di Meclemburgo-Schwerin |  |  | Alberto II di Meclemburgo |  |
|                                     |                          | Eufemia di Svezia               |                                     |  |  |       |  |  | Magnus I di Meclemburgo-Schwerin |  |  |                           |  |
| Giovanni IV di Meclemburgo-Schwerin |                          |                                 |                                     |  |  |       |  |  | Magnus I di Meclemburgo-Schwerin |  |  |                           |  |
|                                     |                          | Elisabetta di Pomerania-Wolgast | Barnim IV di Pomerania              |  |  |       |  |  |                                  |  |  |                           |  |
|                                     |                          | Elisabetta di Pomerania-Wolgast | Barnim IV di Pomerania              |  |  |       |  |  |                                  |  |  |                           |  |
|                                     |                          | Elisabetta di Pomerania-Wolgast | Sofia di Werle                      |  |  |       |  |  |                                  |  |  |                           |  |
| Enrico IV di Meclemburgo-Schwerin   |                          | Elisabetta di Pomerania-Wolgast |                                     |  |  |       |  |  |                                  |  |  |                           |  |
|                                     |                          | Eric IV di Sassonia-Lauenburg   | Eric II di Sassonia-Lauenburg       |  |  |       |  |  |                                  |  |  |                           |  |
|                                     |                          | Eric IV di Sassonia-Lauenburg   | Eric II di Sassonia-Lauenburg       |  |  |       |  |  |                                  |  |  |                           |  |
|                                     |                          | Eric IV di Sassonia-Lauenburg   | Agnese di Schauenburg-Holstein-Plön |  |  |       |  |  |                                  |  |  |                           |  |
| Caterina di Sassonia-Lauenburg      |                          | Eric IV di Sassonia-Lauenburg   |                                     |  |  |       |  |  |                                  |  |  |                           |  |
|                                     |                          | Sofia di Brunswick-Wolfenbüttel | Magnus II di Brunswick-Wolfenbüttel |  |  |       |  |  |                                  |  |  |                           |  |
|                                     |                          | Sofia di Brunswick-Wolfenbüttel | Magnus II di Brunswick-Wolfenbüttel |  |  |       |  |  |                                  |  |  |                           |  |
|                                     |                          | Sofia di Brunswick-Wolfenbüttel | Caterina di Anhalt-Bernburg         |  |  |       |  |  |                                  |  |  |                           |  |
| Giovanni VI di Meclemburgo          |                          | Sofia di Brunswick-Wolfenbüttel |                                     |  |  |       |  |  |                                  |  |  |                           |  |
|                                     | Federico V di Norimberga | Giovanni II di Norimberga       |                                     |  |  |       |  |  |                                  |  |  |                           |  |
|                                     | Federico V di Norimberga | Giovanni II di Norimberga       |                                     |  |  |       |  |  |                                  |  |  |                           |  |
|                                     | Federico V di Norimberga | Elisabetta di Henneberg         |                                     |  |  |       |  |  |                                  |  |  |                           |  |
| Federico I di Brandeburgo           | Federico V di Norimberga |                                 |                                     |  |  |       |  |  |                                  |  |  |                           |  |
|                                     |                          | Elisabetta di Meißen            | Federico II di Meißen               |  |  |       |  |  |                                  |  |  |                           |  |
|                                     |                          | Elisabetta di Meißen            | Federico II di Meißen               |  |  |       |  |  |                                  |  |  |                           |  |
|                                     |                          | Elisabetta di Meißen            | Matilde di Baviera                  |  |  |       |  |  |                                  |  |  |                           |  |
| Dorotea di Brandeburgo              |                          | Elisabetta di Meißen            |                                     |  |  |       |  |  |                                  |  |  |                           |  |
|                                     |                          | Federico di Baviera-Landshut    | Stefano II di Baviera               |  |  |       |  |  |                                  |  |  |                           |  |
|                                     |                          | Federico di Baviera-Landshut    | Stefano II di Baviera               |  |  |       |  |  |                                  |  |  |                           |  |
|                                     |                          | Federico di Baviera-Landshut    | Isabella d'Aragona                  |  |  |       |  |  |                                  |  |  |                           |  |
| Elisabetta di Baviera-Landshut      |                          | Federico di Baviera-Landshut    |                                     |  |  |       |  |  |                                  |  |  |                           |  |
|                                     |                          | Maddalena Visconti              | Bernabò Visconti                    |  |  |       |  |  |                                  |  |  |                           |  |
|                                     |                          | Maddalena Visconti              | Bernabò Visconti                    |  |  |       |  |  |                                  |  |  |                           |  |
|                                     |                          | Maddalena Visconti              | Beatrice Regina della Scala         |  |  |       |  |  |                                  |  |  |                           |  |
|                                     |                          | Maddalena Visconti              |                                     |  |  |       |  |  |                                  |  |  |                           |  |